# Plesso sacrale
Il plesso sacrale è uno dei sei plessi nervosi appartenenti al sistema nervoso periferico costituito dai rami anteriori dei nervi spinali.
È formato dal tronco lombosacrale (costituito da L5 e dalla parte di L4 che non entra nel plesso lombare) e dai rami anteriori di S1, S2 e parte di S3.
Il plesso si trova in cavità pelvica e ha la forma di un triangolo con la base rivolta verso l'osso sacro e l'apice verso il grande forame ischiatico. È addossato alla faccia anteriore del muscolo piriforme e tramite la fascia pelvica contrae rapporti con il retto.

## Rami
I rami del plesso sacrale possono essere distinti in nervi del cingolo pelvico e nervi della parte libera dell'arto inferiore.
I nervi del cingolo pelvico sono:
- il nervo dei muscoli otturatore interno e gemello superiore
- il nervo dei muscoli quadrato del femore e gemello inferiore
- il nervo del muscolo piriforme
- il nervo gluteo superiore
- il nervo gluteo inferiore.

I nervi della parte libera dell'arto inferiore sono:
- il nervo cutaneo posteriore del femore (o cutaneo posteriore della coscia)
- il nervo ischiatico (o sciatico).

Tutti i nervi escono dalla cavità pelvica attraverso il grande forame ischiatico a eccezione del nervo del muscolo piriforme. Dei nervi che escono, il gluteo superiore passa al di sopra del muscolo piriforme, mentre gli altri vi passano sotto. Il nervo dei muscoli otturatore interno e gemello superiore rientra in cavità pelvica attraverso il piccolo forame ischiatico. Il nervo ischiatico è considerato il ramo terminale del plesso.

## Nervi
- Il nervo ischiatico è quello di calibro maggiore nell'intero sistema nervoso periferico. È formato dalle divisioni anteriori di L4, L5, S1, S2, S3 e dalle divisioni posteriori di L4, L5, S1 ed S2. Le divisioni anteriori successivamente formeranno il nervo tibiale, mentre quelle posteriori il nervo peroneo comune. Il nervo ischiatico decorre nel compartimento posteriore dei muscoli della coscia, anteriormente al muscolo piriforme, si porta poi posteriormente ai muscoli gemello superiore, otturatore interno, gemello inferiore e quadrato del femore, quindi scende inferiormente passando anteriormente al muscolo bicipite femorale.
- Il nervo gluteo superiore deriva dall'unione di tre rami delle radici provenienti da L4, L5 e S1 del nervo ischiatico. Si porta posteriormente tra il muscolo piriforme e il muscolo piccolo gluteo per poi decorrere dietro quest'ultimo e ramificarsi in nervi più piccoli che innervano medio gluteo, piccolo gluteo e tensore della fascia lata.
- Il nervo gluteo inferiore deriva dall'unione di tre rami delle radici provenienti da L5, S1 e S2 del nervo ischiatico. Si porta inferiormente ed anteriormente al muscolo piriforme, poi vira posteriormente e si ramifica diffusamente innervando il muscolo grande gluteo.
- Il nervo per il muscolo piriforme deriva dall'unione di due rami delle radici provenienti da S2 e S3 del nervo ischiatico. Si porta al muscolo piriforme che innerva.
- Il nervo cutaneo posteriore della coscia deriva dall'unione di due rami della divisione posteriore di S1 e S2 e due rami della divisione anteriore di S2 e S3. Decorre inferiormente ed anteriormente al muscolo piriforme, appena medialmente al nervo ischiatico, poi inferiormente dietro ai muscoli gemello superiore, otturatore interno, gemello inferiore, quadrato del femore. A livello del quadrato del femore dà origine ai nervi inferiori della natica e a rami perineali.
- Il nervo per i muscoli gemello inferiore e quadrato del femore deriva dall'unione di tre rami delle divisioni anteriori di L4, L5 e S1. Di piccolo calibro, decorre anteriormente al muscolo piriforme, al gemello superiore, all'otturatore interno, al gemello inferiore e al quadrato del femore, innervando questi ultimi due.
- Il nervo per i muscoli gemello superiore ed otturatore interno deriva dall'unione di tre rami delle divisioni anteriori di L5, S1 e S2. Di piccolo calibro, innerva i muscoli corrispondenti passando anteriormente al muscolo piriforme e poi posteriormente al gemello superiore e otturatore interno.
- Il nervo pudendo è di medio calibro, deriva dall'unione dei tre rami delle divisioni anteriori di S2, S3 e S4. Decorre medialmente al nervo cutaneo posteriore della coscia, antero-inferiormente al muscolo piriforme. Davanti al gemello superiore si biforca nel nervo rettale inferiore e in un altro ramo che dà origine al nervo dorsale del pene e al nervo perineale. Entrambi piegano medialmente e decorrono anteriormente al legamento sacrotuberoso.
- Il nervo per i muscoli elevatore dell'ano e coccigeo deriva dall'unione di due rami delle divisioni anteriori di S3 e S4. Innerva i muscoli corrispondenti.